# Йосиф Ходика
Йо́сиф (Ю́зеф) Ходика (пол. Józef Chodyka; ? — 1641) — діяч київського магістрату часів Речі Посполитої, війт Києва в 1633–1641 роках.

## Життєпис
Походив зі шляхетського роду Ходик. Син Федора Ходики та його другої дружини Марії Шишчанки. Батько, незважаючи на королівській привілей 1589 року на шляхетство, обіймав міщанські посади. Був війтом у 1613—1618 та 1621—1625 роках. В цей час Йосиф Ходика долучився до родинних торгових справ й брав участь у роботі магістрату разом з рідним братом Андрієм та зведеним Іваном.  Починає підписуватися польською, а не староукраїнською (руською) мовою. Також ймовірно був прихильником унійної церкви.
Його кар'єра достеменно невідома. У 1620-х роках був райцею. Втім вже у 1630 році був радцею магістрату. На цій посаді захищав інтереси міщан. Це відобразилося у боротьбі разом з війтом Іваном Євсейовичем та радцею Михайлом Баликою проти зловживань королівського ротмістра й комісара Андрія Ранаховського під час перебування у місті (він їхав до реєстрових козаків). Від війта й радців почали вимагати, аби забезпечили їх провізією й спиртним, а коней — вівсом і сіном. Перебування «гостей» обійшлося міщанам у 1721 золотий.
На зворотньому шляху Ранаховський 23 лютого 1630 року з «купою немалою людей товариства» та з козаками знову в'їхали до Києва. Послали своїх слуг до «маєстрату мєского ратуша києвского, розказуючи собє незвычайныє податки и збитнє сила напоєв с провєнту з ратуша даватъ». А в разі відмови погрожували застосувати силу. Під час захисту ратуші від жовнірів зазнав побиття. На це скаржився до ґродського суду. Результати цього невідомі.
1631 року разом з братами Іваном і Андрієм був райцею в магістраті, а того ж року стає лентвійтом. 1633 року обирається війтом. Перебував на посаді до самої смерті. З одного боку опікувався міськими справами, захищаючи міщан перед урядниками, з іншого — намагався зміцнити вплив свого роду у Києві. 28 лютого 1633 року отримав від короля Владислава IV привілей на підтвердження усіх прав Києва та затвердження Ходики на війтівстві. 
12 січня 1634 року отримав лист короля, за яким воєводі Янушу Тишкевичу заборонялося втручатися у справи магістрату, зокрема, примушувати міщан виїжджати в погоню за татарами за межі Київського воєводства. Натомість воєводі передавалася оренда напоїв. 24 квітня 1635 року до луцької ґродської книги було вписано скаргу війта Ходики, бурмистра Михайла Балики та радців, які від імені всього поспільства скаржилися на воєводу за його намагання ревізувати міські доходи і видатки. Королівська комісія підтримала останніх. 10 грудня 1635 року король звільнив війта та магістрат від звітності перед воєводою. 1637 року Йосиф Ходика отримав від короля ґлейт (охоронний лист), за яким встановлювалось недоторканність війта та його майна.
Також особливу увагу приділяв дотриманю чистоти на вулицях та ринку. Не шкодував коштів на штат двірників. 1639 року надав дозвіл ченцям домініканського монастиря на спорудження водогону до монастиря Св. Миколая. Натомість ті повинні були спорудити колодязь для потреб поспольства. 
Помер у червні або липні 1641 року. Новим війтом став Самійло Мефедович.